# مبارك سلطاني
مبارك سلطاني (مواليد 10 أبريل 1982) هو ملاكم جزائري، مثّل بلاده في الألعاب الأولمبية الصيفية في دورتي 2000 و2004.

## روابط خارجية
مبارك سلطاني على موقع أوليمبيديا (الإنجليزية)